# Four Rooms
Four Rooms è un film collettivo ad episodi del 1995, scritto e diretto da Allison Anders, Alexandre Rockwell, Robert Rodriguez e Quentin Tarantino, ciascuno dei quali autore d'uno dei quattro segmenti della pellicola, aventi tutti come filo conduttore la figura del fattorino Ted, che "vaga" per quattro delle stanze del Mon Signor, un vecchio albergo di Los Angeles, dove si svolge l'intera vicenda.
Il film nacque su iniziativa dello stesso Tarantino (regista dell'ultimo episodio), all'epoca reduce del trionfo di Pulp Fiction, il quale desiderava fortemente omaggiare i film della Nouvelle Vague e che per l'occasione si scelse come coautori dei suoi amici ed ex "compagni di classe" del Sundance Institute di Robert Redford.

## Trama
La breve introduzione ha luogo l'ultimo giorno dell'anno presso la reception di un famoso hotel di Los Angeles, dove assistiamo al passaggio di consegne tra il vecchio fattorino e il nuovo: il giovane Ted. Ted è un ragazzo strambo, piuttosto svogliato, che fa il suo lavoro probabilmente solo per arrotondare. Essendo la notte di capodanno rimane da solo nell'hotel a occuparsi di tutti i clienti, che a quanto pare non si fanno desiderare.

### Suite luna di miele -Strano Intruglio
- Scritto e diretto da Allison Anders

Il primo episodio ha come protagonista una congrega di streghe ninfomani devote alla loro dea Diana, trasformata in pietra dalla sua rivale la prima notte di nozze proprio nella stanza di quell'hotel quarant’anni prima. Al neo-fattorino Ted viene chiesto di portare alcuni oggetti per compiere il rituale per riportare in vita la dea, ma ciò che manca è lo sperma di un uomo (che una delle streghe non era riuscita a ottenere dal rapporto sessuale con il suo compagno). Grazie a un incantesimo l’avvenente ragazza riesce a sedurre Ted e, nonostante le regole impartitegli dal predecessore, consumano un rapporto sessuale tramite il quale la strega riesce a ottenere lo sperma e la devozione di Ted. L’episodio si conclude con la riuscita dell’incantesimo.

### Stanza 404 -L'uomo sbagliato
- Scritto e diretto da Alexandre Rockwell

Nel secondo episodio a Ted viene chiesto di portare ghiaccio a un party, ma - indirizzato alla stanza sbagliata - si ritrova intrappolato con una bizzarra coppia che abitualmente saluta il nuovo anno inscenando una tragica situazione, in cui il marito finge di essere un gelosissimo psicopatico sicuro di essere stato tradito dalla moglie. Lei, che si chiama Angela, è legata e imbavagliata su una sedia, il che la rende la testimone impotente di tutta la scena. Il malcapitato Ted viene accusato di essere l'amante di Angela e dovrà trovare il modo di affrontare il marito furioso e armato di pistola. Il povero Ted, dopo un crollo nervoso, pare che stia per essere liberato, ma il marito finge un attacco di cuore e supplica Ted di andare a prendergli le pillole che si trovano in bagno. Ted, arrivato in bagno, fruga veloce all’armadietto, ma il suo istinto è di scappare, quindi si affaccia dalla finestra (noncurante di essere al quarto piano di un hotel), da cui chiede a un uomo affacciato alla finestra del piano superiore di chiamare la polizia, ma egli non risponde e gli vomita in faccia. Ted è costretto a ritornare in camera, dove trova Angela a terra che cerca di aiutare il marito, il quale improvvisamente si alza e beffeggiandosi di lui gli dice che è uno scherzo. Poco dopo Angela e il marito iniziano una conversazione spinta e così Ted riesce a scappare dalla stanza.

### Stanza 309 -I cattivi
- Scritto e diretto da Robert Rodriguez

Nel terzo episodio a Ted viene chiesto di tenere a bada i figli di un ricco uomo messicano (Antonio Banderas), che ha deciso di andare con la moglie alla serata danzante di capodanno. Per controllare i bambini a Ted vengono pagati cinquecento dollari dal padre, che avverte i figli di non fare i maleducati e di guardare la tv. Dato che Ted è il responsabile dell'intero hotel e non può passare tutto il tempo nella stanza con i bambini, l'accordo è che passi a controllarli ogni trenta minuti e che li metta a letto prima di mezzanotte. Appena Ted ritorna alla reception i due bambini iniziano a esplorare e vandalizzare la camera, stappando persino una bottiglia di champagne e chiamando ripetutamente Ted al telefono. Esaurita la pazienza Ted tenta di farli addormentare, ma invano. Sdraiati comunque su un grosso letto matrimoniale i bambini avvertono uno strano odore nella camera e scoprono il cadavere di una prostituta nascosto nel materasso, così chiamano nuovamente Ted. Poco dopo il padre, portando in braccio la moglie ubriaca priva di sensi, rientra nella camera trovandosi davanti una scena assurda. C'è un principio di incendio causato dal contatto tra il liquore che la bambina stava bevendo e la sigaretta che il bambino stava fumando; alla tv un programma per adulti con una ballerina di lap dance; il povero Ted ai piedi del letto, nella mano destra una grossa siringa (che gli era stata conficcata nella gamba dalla bambina), nella mano sinistra la caviglia del cadavere (a cui si era aggrappato per non cadere). Alla vista della scena il padre dei bambini, con estrema nonchalance, chiede: "hanno fatto i maleducati?".

### Attico -L'uomo di Hollywood
- Scritto e diretto da Quentin Tarantino

Nel quarto e ultimo episodio Ted è ormai sull'orlo di una crisi di nervi ed è deciso a licenziarsi. Come ultimo incarico deve portare nell'attico dell'albergo un carrello con il ghiaccio, una matassa di spago, una ciambella, un sandwich, tre chiodi, una tavoletta di legno e un mannarino. I destinatari sono tre facoltosi amici completamente ubriachi: Chester Rush (Quentin Tarantino), Leo (Bruce Willis) e Norman (Paul Calderón). I tre chiedono a Ted un grosso favore: fare rispettare le regole di una scommessa e adempiere a un compito molto importante. Come compenso vengono messi sul tavolo mille dollari per lui. Il suo compito consiste nel tagliare il dito mignolo a Norman se egli non riuscirà ad accendere per dieci volte consecutive il suo fido accendino. Se invece ci riuscirà Chester dovrà regalargli una sua costosa automobile.
All'inizio Ted è scettico: vorrebbe solo andarsene dalla stanza, ma poi i mille dollari di compenso e la pressione dei tre gli fanno accettare la sfida. Norman però fallisce già al primo tentativo e Ted, lasciando tutti di stucco, in un attimo cala il mannarino, taglia il mignolo, prende i soldi dal tavolo e si dirige allegramente fuori dall'appartamento, mentre i tre amici, in una scena accelerata in stile "comica finale", cercano disperatamente di salvare il dito di Norman.

## Produzione
Il personaggio di Chester pare sia, almeno in parte, autobiografico, oltre che autoironico: Tarantino voleva esprimere la frustrazione di quel periodo, con i critici che gli davano addosso, i colleghi invidiosi (tra cui il suo ex amico Roger Avary) che lo accusavano di plagio e tutti che facevano pressioni su di lui. Anche se "L'uomo di Hollywood" dura solo 21 minuti la parola "fuck" viene ripetuta 193 volte. Si può vedere nel film che Ted fuma sigarette Red Apples, il marchio fittizio inventato dal regista presente anche in Le iene, Pulp Fiction, Kill Bill, Dal tramonto all'alba, Planet Terror, The Hateful Eight e C'era una volta a... Hollywood. Nella traduzione italiana l'attrezzo che Ted usa per tagliare il dito a Norman viene chiamato "accetta" (lo stesso Ted corregge Chester quando la chiama "ascia") quando in realtà è una mannaia.
Alexandre Rockwell scelse Benny come nome del fattorino che unisce i vari episodi. Tarantino si impuntò invece su Larry; il problema lo risolse il prescelto Steve Buscemi che non se la sentì di fare anche il fattorino dopo Barton Fink - È successo a Hollywood. Lo sostituì Tim Roth e tutti si accordarono su Ted.

### Cast
Inizialmente il titolo doveva essere Five Rooms, ma Richard Linklater, il quinto regista, lasciò il progetto poco prima che iniziasse la produzione. Il ruolo di Ted impersonato da Tim Roth era stato scritto per Steve Buscemi, che però non accettò la parte, avendo già interpretato il ruolo del fattorino in un altro film, Barton Fink - È successo a Hollywood dei fratelli Coen. La ragazza che balla nella televisione nell'episodio di Rodríguez, I maleducati, è la musa ispiratrice del regista, Salma Hayek. Anche se compare in un cameo come Leo, manager di Chester (Quentin Tarantino) in "L'uomo di Hollywood", Bruce Willis nei crediti non appare in quanto ha recitato a titolo gratuito per Tarantino, violando così le regole della SAG (Screen Actor Guild). La SAG accettò l'apparizione nel film previa cancellazione di Willis dai crediti.

## Omaggi e riferimenti
Il personaggio interpretato da Tim Roth è un omaggio a quello impersonato da Jerry Lewis in Ragazzo tuttofare che non a caso viene esplicitamente menzionato nell'episodio.
Nel terzo episodio la scena in cui Antonio Banderas pettina all'indietro i capelli del figlio è stata poi ripresa in Spy Kids sempre diretto da Rodríguez e interpretato da Banderas. Durante il terzo episodio i bambini guardano alla TV Bedhead, primo cortometraggio di Rodríguez.
L'episodio L'uomo di Hollywood è un remake di una puntata della famosa serie tv Alfred Hitchcock presenta del 1960, L'uomo del sud, con Peter Lorre e Steve McQueen. Tarantino però si è basato sul rifacimento del 1985 con John Huston e Kim Novak.

## Riconoscimenti
MTV Movie Awards
- Candidatura come miglior sandwich in un film

Razzie Awards
- Premio come peggior attrice non protagonista a Madonna[1]